# Сокровища ацтеков
«Сокровища ацтеков» (англ. The Lost Treasure of the Grand Canyon) — приключенческий фантастический фильм о найденных группой археологов сокровищах древнего города, с наложенным на них проклятием.
В главных ролях — звёзды сериалов «Звёздные врата: SG-1» и «Зачарованные» Майкл Шэнкс и Шеннен Доэрти.
Премьера состоялась в США 20 декабря 2008 года на телевидении.

## Сюжет
В глубоких пещерах Гранд-Каньона, одного из глубочайших каньонов в мире, расположенного на плато Колорадо в штате Аризона (США), обнаруживается город, неизвестный и сокрытый от цивилизации. В нём свои секреты и древние сокровища. Об этом узнаёт доктор Джордан, отправившись со своей командой археологов на раскопки. Но найденное открытие пугает совсем не этим — по старой версии, земля является про́клятой и находится под охраной не только жестоких воинов, но и неизвестных доселе фантастических чудовищ, с крыльями, наделёнными огромной силой. Команда археологов не возвращается домой, и тогда дочь доктора Джордан Сьюзен отправляется на его поиски.

## В ролях
- Майкл Шэнкс — Джейкоб
- Шеннен Доэрти — Сьюзен Джордан
- Джей Ар Борн — Марко
- Хезер Дорксен — Хилди
- Дункан Фрэйзер — доктор Самуэль Джордан
- Питер Нью — Исаак Престон

## Производство
Съёмки проходили с 26 апреля по 14 мая 2008 года в Канаде.

## Мировой релиз
- США — 20 декабря 2008 года
- Россия — 9 июня 2009 года — прокатчик — компания «Сигма Фильм»
- Нидерланды — 1 июля 2009 года — премьера на DVD
- Япония — 28 апреля 2010 года — премьера на DVD

## Критика
В обзоре DVD-издания фильма на сайте The Nerd Mentality Рич Крафт назвал фильм откровенно плохим, отметив невыразительную игру актёров, слабую операторскую работу и неинтересный сюжет.
Обозреватель также заметил, что фильм, возможно, стоит просмотра, если зрителя не беспокоит, что люди оказываются в полном порядке, после того как на них падают огромные валуны, отлично себя чувствуют после отравления и почти без усилий в считанные секунды убивают 10000-летнее существо.